# Breteau
Breteau – miejscowość i gmina we Francji, w Regionie Centralnym, w departamencie Loiret.
Według danych na rok 1990 gminę zamieszkiwało 87 osób, a gęstość zaludnienia wynosiła 5 osób/km² (wśród 1842 gmin Regionu Centralnego Breteau plasuje się na 1043. miejscu pod względem liczby ludności, natomiast pod względem powierzchni na miejscu 773.).